# الأرنب (كوكبة)
كوكبة الأرنب (بالإنجليزية: The Hare)‏ (باللاتينية:  Lepus). تظهر كوكبة الأرنب في سماء النصف الجنوبي من الكرة الأرضية[ ؟ ] وتحتوي على أحد أهم النجوم، والذي يسمى نجم هند القرمزي. وإكتشفه جي. آر هند سنة 1845م، والذي وصفه كنقطة دم سالت على حقل أسود. نجم هند القرمزي متغير اللون، ويتراوح لمعانه من مقدار 6 إلى 8.5 مما يجعله مرئياً بالمناظير التلسكوبية العادية والتليسكوبات الصغيرة.
ومن بعض الأمثلة على تجمعات النجوم في برج الأرنب: M79.
وأما الأمثلة على النجوم الموجودة في هذه التجمعات النجمية: ألفا الأرنب (النجم أرنب)، وبيتا الأرنب (النجم نهال).

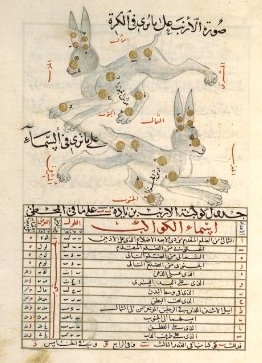
صورة كوكبة الأرنب في كتاب صور الكواكب الثابتة لعبد الرحمن بن عمر الصوفي